# Prima Categoria 1911–12
Prima Categoria 1911–12 là mùa giải thứ 15 của giải bóng đá hàng đầu Ý, với Pro Vercelli là đội bóng giành ngôi vô địch.

## Vòng loại trước giải đấu
Thi đấu ngày 24 và 27/9/1911
| Đội 1  | TTS | Đội 2                 | Lượt đi | Lượt về |
| ------ | --- | --------------------- | ------- | ------- |
| Casale | 2–1 | Racing Libertas Milan | 1–1     | 1–0     |

Casale được tham dự Giải vô địch Ý hạng 1a.

## Giải đấu chính

### Bảng xếp hạng
| VT | Đội            | ST | T  | H | B  | BT | BB | HS  | Đ  | Giành quyền tham dự hoặc xuống hạng |
| -- | -------------- | -- | -- | - | -- | -- | -- | --- | -- | ----------------------------------- |
| 1  | Pro Vercelli   | 18 | 15 | 2 | 1  | 50 | 12 | +38 | 32 | Tham dự Chung kết                   |
| 2  | Milan          | 18 | 14 | 3 | 1  | 60 | 10 | +50 | 31 |                                     |
| 3  | Genoa          | 18 | 10 | 4 | 4  | 35 | 21 | +14 | 24 |                                     |
| 4  | Internazionale | 18 | 10 | 1 | 7  | 42 | 22 | +20 | 21 |                                     |
| 4  | Torino         | 18 | 10 | 1 | 7  | 31 | 31 | 0   | 21 |                                     |
| 6  | Casale         | 18 | 6  | 3 | 9  | 19 | 26 | −7  | 15 |                                     |
| 6  | Andrea Doria   | 18 | 7  | 1 | 10 | 24 | 37 | −13 | 15 |                                     |
| 8  | Juventus       | 18 | 3  | 3 | 12 | 22 | 47 | −25 | 9  |                                     |
| 9  | US Milanese    | 18 | 3  | 2 | 13 | 18 | 52 | −34 | 8  |                                     |
| 10 | Piemonte       | 18 | 1  | 2 | 15 | 16 | 59 | −43 | 4  |                                     |

### Kết thúc
| Nhà \ Khách    | ADO | CSL | GEN | INT | JUV | MIL | PIE | PVE | TOR | USM |
| -------------- | --- | --- | --- | --- | --- | --- | --- | --- | --- | --- |
| Andrea Doria   |     | 2–1 | 1–2 | 0–2 | 1–0 | 0–4 | 8–0 | 0–2 | 3–1 | 4–2 |
| Casale         | 3–0 |     | 0–1 | 0–3 | 2–0 | 0–1 | 2–0 | 1–2 | 2–2 | 2–0 |
| Genoa          | 1–1 | 1–1 |     | 3–2 | 2–0 | 1–0 | 5–1 | 0–1 | 2–2 | 3–2 |
| Internazionale | 4–0 | 0–1 | 1–3 |     | 6–1 | 0–3 | 5–1 | 2–1 | 1–1 | 2–0 |
| Juventus       | 4–0 | 2–2 | 1–5 | 0–4 |     | 0–4 | 5–2 | 1–3 | 1–1 | 1–1 |
| Milan          | 4–0 | 6–0 | 1–0 | 2–1 | 8–1 |     | 1–1 | 2–2 | 3–1 | 6–0 |
| Piemonte       | 1–2 | 2–1 | 0–2 |     | 1–4 | 0–3 |     | 1–6 | 1–2 | 1–1 |
| Pro Vercelli   | 3–0 | 3–0 | 2–0 | 3–1 | 1–0 | 1–1 | 4–2 |     | 1–0 | 3–0 |
| Torino         | 2–0 | 1–0 | 2–2 | 2–1 | 2–1 | 1–6 | 3–0 | 1–5 |     | 6–2 |
| US Milanese    | 1–2 | 0–1 | 3–2 | 0–5 | 2–0 | 1–5 | 3–1 | 0–7 | 0–1 |     |

## Nhóm thử nghiệm Veneto-Emilia

### Bảng xếp hạng
| VT | Đội           | ST | T | H | B | BT | BB | HS | Đ | Giành quyền tham dự hoặc xuống hạng |
| -- | ------------- | -- | - | - | - | -- | -- | -- | - | ----------------------------------- |
| 1  | Venezia       | 6  | 3 | 1 | 2 | 8  | 12 | −4 | 7 | Tham dự Chung kết                   |
| 2  | Vicenza       | 6  | 3 | 0 | 3 | 10 | 7  | +3 | 6 |                                     |
| 2  | Hellas Verona | 6  | 2 | 2 | 2 | 9  | 9  | 0  | 6 |                                     |
| 4  | Bologna       | 6  | 2 | 1 | 3 | 10 | 9  | +1 | 5 |                                     |

### Bảng kết quả
| Nhà \ Khách   | BOL | HEL | VEN | VIC |
| ------------- | --- | --- | --- | --- |
| Bologna       |     | 2–2 | 3–0 | 3–2 |
| Hellas Verona | 2–1 |     | 1–1 | 2–1 |
| Venezia       | 2–1 | 3–2 |     | 1–0 |
| Vicenza       | 1–0 | 1–0 | 5–1 |     |

## Chung kết
Thi đấu ngày 28/4 và 5/5
| Đội 1   | TTS  | Đội 2        | Lượt đi | Lượt về |
| ------- | ---- | ------------ | ------- | ------- |
| Venezia | 0–13 | Pro Vercelli | 0–6     | 0–7     |